# Josef Bušek
Josef Bušek (Praga, 28 agosto 1901 – Praga, 21 aprile 1993) è stato un pallanuotista cecoslovacco, che ha partecipato ai Giochi di Amsterdam 1928 e di Berlino 1936.